# Gun Yström
Gun Ingrid Johansson Yström, född 27 februari 1942 i Veinge församling i Hallands län, är en svensk socialdemokratisk politiker. Hon var kommunstyrelsens ordförande i Halmstads kommun åren 1994 till 1998. Det nya badhuset som invigdes 1998 fick smeknamnet "Guns eka".
Gun Yström arbetade tidigare som metallarbetare på AB Malcus Holmquist. Efter tiden som kommunråd har hon varit ordförande i Kranens Vänner, som verkat för att gamla ''Kran 2 kom att restaureras och återplaceras vid kajen i Halmstad. Hon har också varit ledamot i Föreningen Norden och aktiv i brottsofferjouren i Halmstad.